# Мердабарка
Мердабарка — река в России, протекает в Татарстане. Левый приток Мемяша.
Название реки упоминается в «Списке населенных мест по сведениям 1859 года», изданном в 1863 году, как речка, на левом берегу которой расположена Малая Акса.
Длина реки 1,5 км. Исток на севере Малой Аксы  (Дрожжановский район Татарстана). От истока течёт в юго-западном направлении по западу Малой Аксы. Русло реки идет по оврагу Задний. В нижнем течении река течет ближе к селу Нижнее Чекурское и там же впадает в Мемяш. Притоков у реки нет..

## Достопримечательности
Река берет начало со святого источника, на котором расположены часовни с купальнями. Мимо проезжающие люди часто останавливаются у истока, чтобы набрать воды, а в Крещение часовни являются оборудованным местом для купания.